# دانشگاه ملی زبان‌شناسی کی‌یف
دانشگاه ملی زبان‌شناسی کی‌یف(به اوکراینی: Київський національний лінгвістичний університет) یکی از موسسات آموزشی برتر اوکراین است که با هدف آموزش زبان‌های خارجی در سال ۱۹۴۸ در شهر کی‌یف تأسیس شده‌است.

## واحدها
- دانشکده زبان انگلیسی
- دانشکده زبان فرانسوی
- دانشکده زبان آلمانی
- دانشکده زبان اسپانیایی
- دانشکده زبان‌های اسلاوی
- مترجمی (انگلیسی، فرانسوی، آلمانی، ایتالیایی، اسپانیایی، روسی، چینی، ژاپنی، کره‌ای، عربی، فارسی و ترکی)

## نگارخانه

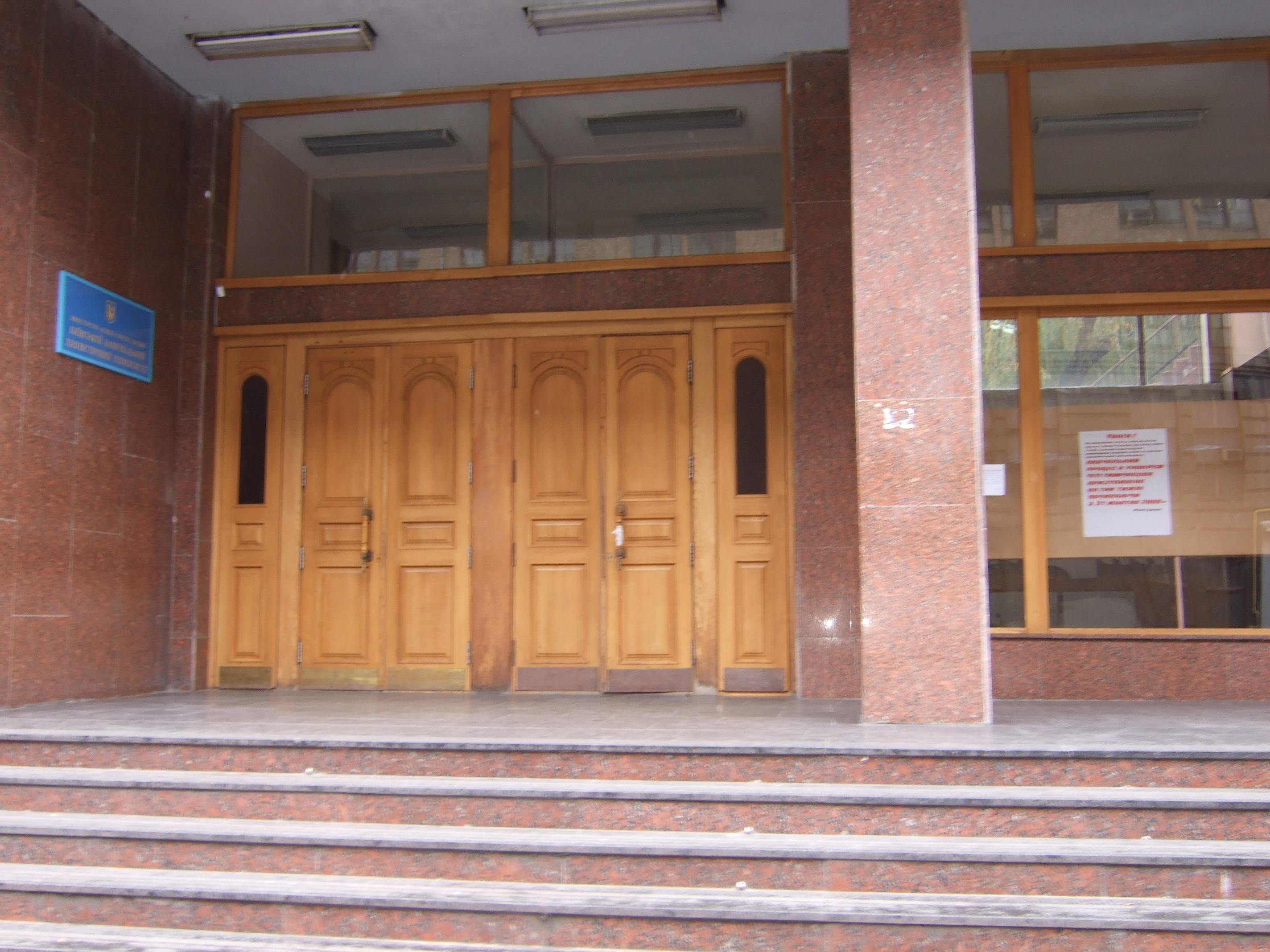
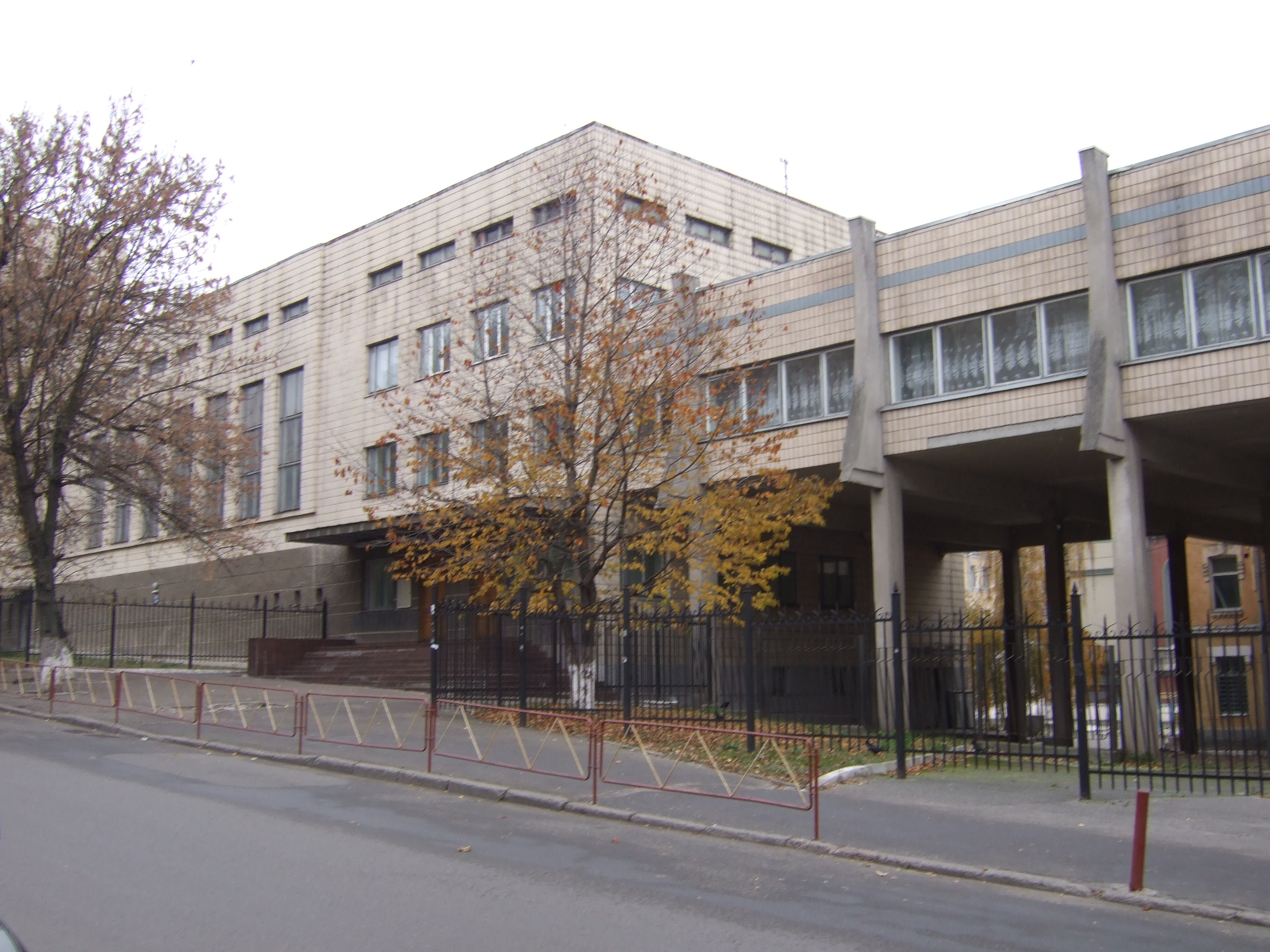
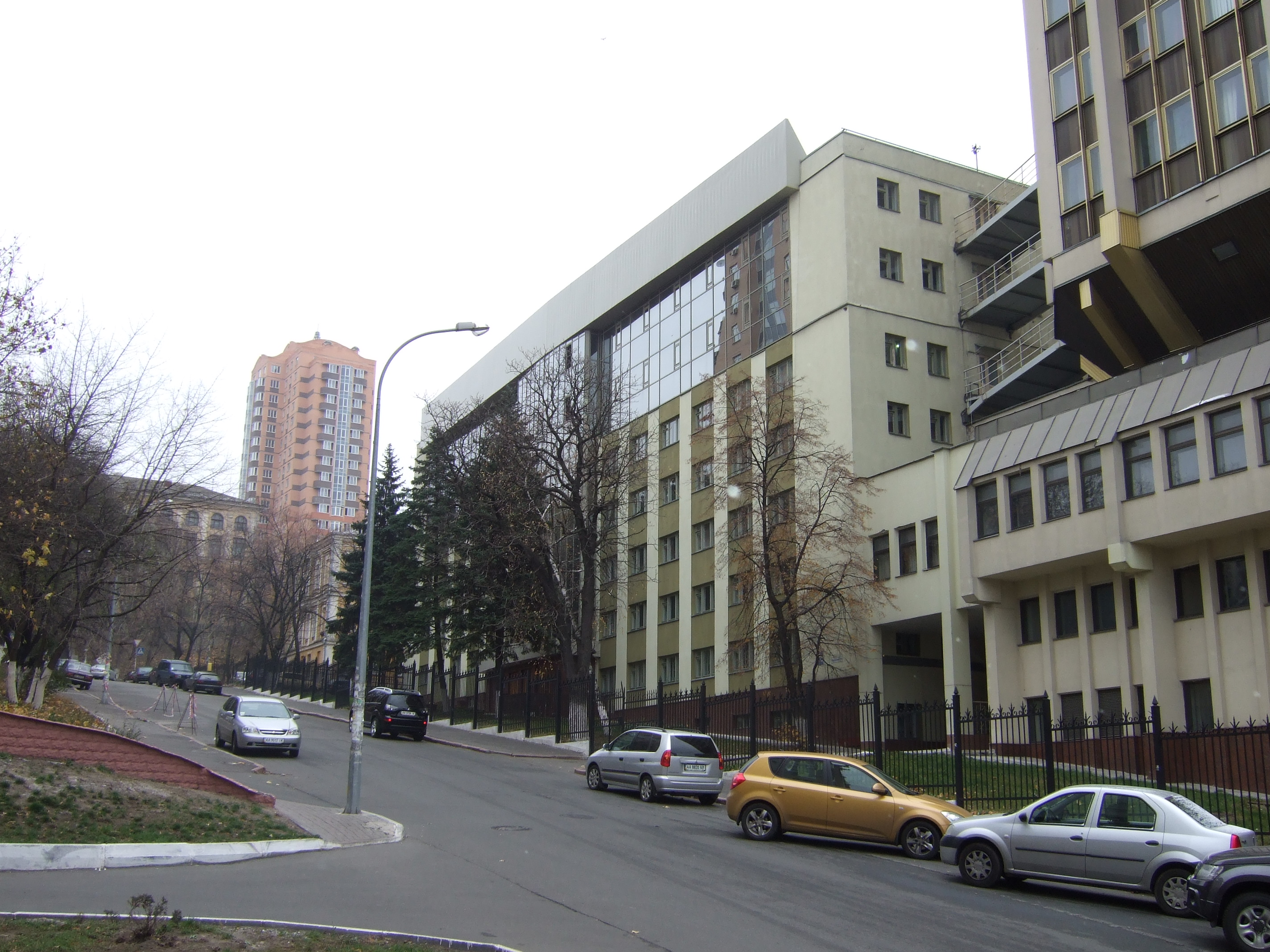